# Schlaitenbach
Der Schlaitenbach ist ein Bach in der Gemeinde Schlaiten (Bezirk Lienz). Er entspringt an der Nordostseite der Villgratner Berge und mündet nördlich von Schlaiten in die Isel.

## Verlauf
Der Schlaitenbach entspringt nordöstlich von Schlaitner Kofel und Lavantegg und fließt in nordöstlicher Richtung zunächst durch den Außerwald und zwischen Schlaiter Alm und Gantschniginfang vorbei. Zwischen dem linksseitigen Bacherdorf und dem rechtsseitigen Mesnerdorf tritt der Bach aus dem geschlossenen Waldbereich hervor und fließt in der Folge nordwestlich am Hauptort Schlaiten vorbei. Der Schlaitenbach mündet schließlich nördlich von Schlaiten bzw. Zajach rechtsseitig in die Isel.

## Kraftwerk Schlaitenbach
Das Kraftwerk Schlaitenbach wurde zu Beginn des 20. Jahrhunderts errichtet und ist eines der ältesten Kraftwerke in Osttirol. Es belieferte die Gemeinde Schlaiten erstmals mit Strom und versorgt heute als privates Kraftwerk Wohn- und Wirtschaftsgebäude der Besitzer. Ab 2011 wurde mit den Planungen zur Modernisierung des Kraftwerks begonnen, 2015 die Bewilligung zum Umbau erteilt.